# أوال غول
أوال غول (1 يوليو 1962 – 2 فبراير 2011) هو مواطن أفغاني توفي داخل معتقل غوانتانامو الأمريكي في كوبا بعد تسع سنوات من السجن دون تهمة.

## الحياة الشخصية
ولد أوال غول في 1 يوليو 1962 في سواتي غوندي في أفغانستان.
وكان أبًا لثمانية عشر طفلًا. تقول السلطات الأمريكية أنه كان قائدًا في حركة طالبان، إلا إنه استقال منها قبل عام من أحداث 11 سبتمبر.

## الوفاة
تشير تقارير وسائل الإعلام إلى أنه توفي بسبب انهيار حدث في الحمام. وتشريح الجثمان يرجع سبب الوفاة إلى نوبة قلبية أو انسداد رئوي. يقول محاميه: «ليس لدينا أي وسيلة لمعرفة ما إذا كانت الحكومة تقول لنا الحقيقة عن وفاة غول».
أقيمت جنازته في 7 فبراير في جلال آباد شرق كابول، وحضر الجنازة حوالي 5,000 شخص، حيث ركضوا إلى جانب السيارة التي تحمل جثمانه الملفوف في كفن أبيض، ووجهه ولحيته ظاهرة من داخل التابوت.

## وصلات خارجية
- ملفات غوانتانامو: موقع إضافات (11) – آخر الأفغان (الجزء الأول) اندي ورثينجتون
- من هم السجناء المتبقين في غوانتانامو? الجزء الثامن: اُعتقل من أفغانستان (2002-07) أندي ورثينجتون